# Nectophrynoides
Nectophrynoides és un gènere d'amfibis de la família dels bufònids endèmic de Tanzània.

## Taxonomia
- Nectophrynoides asperginis (Poynton, Howell, Clarke & Lovett, 1999)
- Nectophrynoides cryptus (Perret, 1971)
- Nectophrynoides frontierei Menegon, Salvidio & Loader, 2004
- Nectophrynoides laevis Menegon, Salvidio & Loader, 2004
- Nectophrynoides laticeps Channing, Menegon, Salvidio & Akker, 2005
- Nectophrynoides minutus (Perret, 1972)
- Nectophrynoides paulae (Menegon, Salvidio, Ngalason i cols., 2007)
- Nectophrynoides poyntoni (Menegon, Salvidio & Loader, 2004)
- Nectophrynoides tornieri (Roux, 1906)
- Nectophrynoides vestergaardi (Menegon, Salvidio & Loader, 2004)
- Nectophrynoides viviparus (Tornier, 1905)
- Nectophrynoides wendyae (Clarke, 1988)